# DOC あすへのカルテ
『DOC あすへのカルテ』（ドック あすへのかるて、Doc - Nelle tue mani）は、2020年からイタリア放送協会 Rai 1で放送されているイタリアの医療ドラマシリーズ。
第1シーズンは2020年3月26日から11月19日まで放送され、第2シーズンは2022年1月13日から2022年3月17日まで放送された。第3シーズンは2024年1月11日から3月7日まで放送された。
日本では、第1シーズンが2022年10月9日から2023年2月19日まで、NHK総合の海外ドラマ枠（毎週日曜日23時台）で放送された。第2シーズンは2023年9月17日から2024年1月7日まで放送された。

## 概要
本作は、パヴィア大学の教授であり保健省のコンサルタントや救急救命室の室長でもあった医師ピエルダンテ・ピッチョーニが、交通事故で大脳皮質を損傷し昏睡状態から回復したものの記憶喪失に陥り、過去12年間の出来事を思い出せないという実話を基にした小説から着想を得て制作された。
なお、ピッチョーニ医師は、第2話に患者役でゲスト出演している。
このシリーズは、アンブロジアーノ総合病院という架空の病院を舞台に、内科で働く医療従事者のエピソードを中心に展開していく。イタリアで過去13年間に放送されたテレビシリーズの中で最高の視聴数を獲得した。
ポルトガルやスペインでも若者層を中心に支持を得ており、放送されたAXNでは、ポルトガルでプライムタイム平均視聴率を89％上回り、スペインでは106％上回った。
主人公のアンドレア・ファンティを演じるのは、2010年に公開されたアメリカのロマンティック・コメディ映画『食べて、祈って、恋をして』に出演したルカ・アルジェンテーロ。

## あらすじ

### 第1シーズン
ミラノにあるアンブロジアーノ総合病院の内科医長アンドレア・ファンティは、類稀なる観察力で患者に対し的確な診断を下す名医である。しかし、その卓越した手腕が、自信過剰で傲慢な態度に表れ「決して患者を信用するな」というモットーが口癖になっている。その才能は皆の認めるところで、彼の医療チームは医師としてのアンドレアを信頼し、同僚の女医ジュリア・ジョルダーノとは愛し合っている。一方で、その高圧的な言動により同僚や患者との間に摩擦が生じることもしばしばであった。
ある日、この病院で治療中に死亡した少年の父親が、アンドレアの医療ミスによって息子が死んだと思い込み、復讐するため帰宅しようとしていたアンドレアを待ち伏せ拳銃で襲う。弾はアンドレアの頭部の左側に当たり、集中治療室に運ばれた。一命をとりとめたものの、脳の一部である前頭前野を損傷したため、彼は過去12年間の記憶を失ってしまう。
権威ある医長の座を失い、自分の勤務していた病棟の患者となったアンドレアは、同僚たちのことを思い出せず、病院長で元妻のアニェーゼ・ティベリと離婚したことも覚えていない。だが、アニェーゼと二人の子供に恵まれ幸せな家庭生活を送っていた記憶だけは鮮明に残っていた。
2008年で記憶が止まっているアンドレアは、その間に進化した科学技術を理解できず、スマートフォンやタブレット端末の使い方も全く分からなかった。だが、記憶の抜け落ちたアンドレアは、患者に寄り添いスタッフとの協調を重視するかつての温厚な性格に戻っていた。そして、未だアニェーゼのことを愛し続けており、彼女を取り戻すため様々な障害に立ち向かうことになる。

### 第2シーズン
新型コロナウイルスの世界的流行に襲われ、イタリアにおける基幹病院として大勢の患者を受け入れることとなり、スタッフは日々激務に追われ苦しむ患者の治療に奮闘する。
コロナ禍で、アンドレアは野外診療を行い市民に寄り添った医療を提供していた。一方、病院の内科医長に感染症学の専門家チェチーリア・テデスキが就任。経営改革を掲げる新院長と組み、内科に変革をもたらそうとしていた。冷徹なテデスキと方針の合わない既存の内科医チームには混乱が生じ、以前の連携が取れた組織に戻そうとアンドレアは再び内科医長を目指すことにする。

## 登場人物

### 病院関係者
アンドレア・ファンティ
演 - ルカ・アルジェンテーロ、日本語吹替：安元洋貴
主人公の元内科医長。鋭い観察眼で患者の症状を見抜き、的確な診断を下す優秀な医師として、他の医療従事者から信頼され敬意を払われている。一方、高圧的な言動が周囲との摩擦を引き起こし、妻アニェーゼとは離婚、同僚のジュリアと密かに交際していた。医療ミスで亡くなった患者の父親に恨まれ、頭を拳銃で撃たれて過去12年間の記憶を失う。医長の地位も失ったが、卓越した能力は健在で、決定権のないドクターの助手「DOC（ドック）」として病院に残り、患者の気持ちを大切にするスタッフの一員となって仲間と共に前へ進もうと努力する。第2シーズンでは、新型コロナウイルスのパンデミック後、チームの連携が破綻しかけた内科を再建しようと医長に復帰するためのテストに挑戦する。病院の利権を最優先に考える新院長の妨害を受け続けるが、様々な試練を乗り越え医長の座を取り戻す。
ジュリア・ジョルダーノ
演 - マティルデ・ジョリ、日本語吹替：沢城みゆき
内科医。厳しい医療方針を貫く医長時代のアンドレアのよき理解者として秘密裏に交際していたが、アンドレアが記憶喪失となったため恋愛関係にあったことを忘れられ苦悩する。失意の彼女は、親身になってサポートしてくれる同僚医師ロレンツォと一夜を共にする。だが、アンドレアへの想いを諦められず、未だに愛を捨てきれないアニェーゼとの間に葛藤を抱え、ジェノヴァへ旅立つことを考える。その後、ロレンツォとの子を妊娠していることが判明し真の愛に目覚めるが、新型コロナウイルスに感染し胎児を失い、ロレンツォも感染により死亡する。長年にわたり薬物依存症の母エレオノーラと関係を断っていたが、腫瘍随伴症候群を患いながら献身的に支えるパートナーの存在を知り、共に人生の再出発を切ろうとするエレオノーラと和解する。
アニェーゼ・ティベリ
演 - サラ・ラッザーロ、日本語吹替：日髙のり子
アンドレアの元妻で病院長。娘カロリーナと息子マッティアの二児の母で、子供思いのアンドレアとは仲睦まじい夫婦だった。10年前に子宮筋腫で全摘出術を受け、その日に幼いマッティアを心不全で亡くしている。マッティアの死を境に冷淡な性格に変貌したアンドレアとの関係は悪化し離婚した。しかし、温厚な性格に戻ったアンドレアへの想いは断ち切れず、製薬会社の陰謀に巻き込まれたアンドレアへの嫌疑を晴らそうと密かにダリオから事情を聞く。その際、カンジダ・アウリスに感染し重症となるが、ジュリアの原因究明により命を救われる。コロナのパンデミック後、院長から退き精神科の一医師として働く。
カロリーナ・ファンティ
演 - ベアトリス・グランノ、日本語吹替：廣田悠美
アンドレアの娘。医学生で、父との関係を修復しようとするが、アンドレアとアニェーゼのすれ違いに巻き込まれ悩む。弟マッティアの死の真相を隠し続けていた罪悪感から、過食症を患っている。第2シーズンで内科の研修医になり、父アンドレアと同じ病院で働く。新型コロナウイルスに感染し病床に伏していたロレンツォの意思で隣の患者に酸素吸入用のボンベを譲り、ロレンツォを結果的に死なせたことに深く苦悩し、その真相を隠すアンドレアの内科医長への再起も懸念する。父との対立で傷ついた心を癒すかのように、親子ほども年の離れた外科医長エドアルドと交際する。
マルコ・サルドーニ
演 - ラファエレ・エスポジト、日本語吹替：星野貴紀
第1シーズンに登場した内科医。アンドレア殺害未遂事件の発端となる医療ミスを起こした張本人。WPW症候群の患者に、本来の治療薬と似た名称のサトナルというカルシウム拮抗薬を誤って投与し死亡させた。アンドレアが隠蔽工作を発見した直後に撃たれて露見せず、アンドレアの代わりに内科医長に就いた。私利私欲のため不良医薬品サトナルを不正に認証し、発覚を免れるためアンドレアに罪を着せようと画策するが、ロレンツォの告発により逮捕される。
ロレンツォ・ラッザリーニ
演 - ジャンマルコ・サウリーノ、日本語吹替：佐藤拓也
内科医で画像診断のエキスパート。二卵性双生児でダウン症の妹スザンナがいる。端正な顔立ちのプレイボーイだが、ジュリアに特別な想いを寄せる。しかし失恋し、その痛みから逃れるため、昔の交際相手キアラからもらった合成オピオイドを使用し副作用が現れる。それを発見したマルコに脅迫されるが断薬に成功し、反対にマルコの不正を暴露する。第2シーズンでジュリアと結ばれたが、新型コロナウイルスのパンデミック初期、隣人から感染し発熱の症状がありながら勤務を継続したため院内クラスターのゼロ号患者と疑われる。その後症状が悪化し酸素吸入が必要となるがボンベが足りず、アンドレアのトリアージをしない方針通り、隣の病床にいる高齢者にボンベを譲った結果、心室細動を起こし死亡する。
チェチーリア・テデスキ
演 - アリーチェ・アルクーリ、日本語吹替：小林ゆう
感染症科医で臨床検査技師。第2シーズンより登場し、内科医長に就任する。アンドレアとアニェーゼとは大学の同窓生で、アンドレアに想いを寄せていた過去がある。パンデミック後の病院改革を進める中で、既存のスタッフとの軋轢を生み、内科医長として返り咲こうとするアンドレアに冷静沈着な対抗心を燃やす。ロレンツォがゼロ号患者である疑いを示す診断書の存在を知るが、パンデミックの非常事態においてゼロ号患者は特定できないというローマの先例に則り、ダウン症の妹スザンナが多額の損害賠償を請求されず引き続き支援を受けられるよう診断書の隠蔽については証言しなかった。しかし、アンドレアが娘カロリーナをかばい、ロレンツォのカルテを改竄したことを突き止め通報する。だが、カルーソの陰謀を知るとアニェーゼと協力し真相を暴く。
ウンベルト・カルーソ
演 - マッシモ・リゴ、日本語吹替：山野井仁
第2シーズンより登場する新院長で弁護士。新型コロナウイルスにより急増した死亡患者に適切な処置を行ったか、院内感染が拡大した原因は何かを徹底調査する。医長への復帰を希望するアンドレアに厳しいテストや適性検査を繰り返し、あらゆる手段を用いて医長のみならず医師の資格も剥奪しようと画策する。しかし、病院のパソコンを持ち出しシステム障害を引き起こしてまでアンドレアを妨害したことが発覚。特定の医療機器メーカーと共謀し、コロナで需要が急増した酸素ボンベの納入を遅らせて価格を釣り上げ不当な利益を得ていたことが暴露され警察に連行される。
ガブリエル・キダーネ
演 - アルベルト・ブバカル・マランキーノ、日本語吹替：野澤英義
内科の研修医で、エチオピア出身。背中に密入国の斡旋業者から恐喝された際の暴行による傷跡がある。イタリアの植民地時代に祖父がイタリア人大佐の執事で、軍が残していったオペラのレコードを聴いてイタリア語を覚えた。エリーザと交際するが故郷に許婚がおり、祖国に貢献するため一人帰国する決断をしてエリーザとの関係が悪化する。その後イタリアを訪れていた許婚ナツィネットの新型コロナウイルス感染による死を目の当たりにし、未曽有の危機に耐えきれず自身のPCR検査結果を陽性と偽って病院から逃れようとした罪悪感も重なりパニック発作に悩まされ、鎮静剤の過剰摂取により自殺を図るが一命を取りとめる。回復後、エリーザと結婚し一緒に祖国へ帰還する。
エリーザ・ルッソ
演 - シモーナ・タバスコ、日本語吹替：葉山那奈
内科の研修医。勝気な性格で、ロレンツォとは肉体関係があった。人知れず孤独を抱えており、プライベートでは保護犬とのふれあいを大切にしている。次第にガブリエルに惹かれ、恋愛関係となる。しかし、エチオピアに帰国しようとしたガブリエルに連れ添うことを拒まれ別れる。コロナ禍で患者として知り合ったマッシモに恋心を抱くようになるが、マッシモに女性との交際を禁じられているカトリック教会の司祭であることを明かされ関係を解消する。ガブリエルとよりを戻し、結婚して共にエチオピアへ旅立つ。
リッカルド・ボンヴェーニャ
演 - ピエルパオロ・スポッロン、日本語吹替：大河元気
内科の研修医。10年前、隠れてスキューバダイビングをした直後、飛行機に乗ったため減圧症を発症し、原因解明が遅れたことで右足が壊死し切断する。その際、診療してくれたアンドレアに勇気づけられ医師となった。義足について周囲に知られることを恐れていたが、アンドレアや交際するアルバの優しさに心を動かされ仲間たちにありのままの姿を見せる。コロナ禍で献身的に患者と向き合うあまり仕事依存症となり、アルバとの関係が悪化する。関係が改善し始めた矢先、院内で致死率の高いKPC（Klebsiella pneumoniae carbapenemase：カルバペネマーゼ産生肺炎桿菌）に感染し生死の境をさまよう。九死に一生を得るが、同じく感染したアルバは死亡する。
アルバ・パトリツィ
演 - シルヴィア・マッツィエリ、日本語吹替：上杉華子 → 高橋雛子
内科の研修医。外科志望だったが、外科医長の母ファブリツィアとは不仲で、同じ科で働くことを許されず内科に配属された。リッカルドへ想いを寄せ、彼の障害について知ると前向きに生きられるよう心を支える。ロレンツォの元交際相手で肝硬変を患っているキアラが、薬物依存症のため肝臓移植が許可されずにいたところ、ドナーがキアラと同じB型肝炎陽性者だと気付く。その注意力に感心したファブリツィアから認められ、移植手術に参加する。コロナ禍で新型コロナウイルスに感染し自宅に隔離されたファブリツィアを看護する過程で和解したが死別する。その後、院内アウトブレイクを起こした危険な桿菌KPCに感染し、治療の甲斐も虚しく命を落とす。
エンリコ・サンドリ
演 - ジョヴァンニ・シフォーニ、日本語吹替：関俊彦
精神科医。アンドレアの同僚であり長年の親友として、記憶障害の治療を行う。コロナ禍の極限状況で急接近したテレーザと交際する。
テレーザ・マラルディ
演 - エリーザ・ディ・エウザニオ、日本語吹替：斉藤あんり
看護師長。3人の娘がおり、そのうちの一人ビアンカは自閉症で、エンリコが治療を受け持っている。
ダミアーノ・チェスコーニ
演 - マルコ・ロセッティ、日本語吹替：高橋広樹
内科医。ローマの病院からアンブロジアーノ総合病院に転職した新任医師として、第2シーズンより登場。ビジネスに長け富裕層の患者を顧客として優遇している。父はローマの病院で長年にわたり看護師長を務めていたが、急増するコロナ患者の苦痛を和らげるために専門医の許可なく麻酔を使用し患者を死亡させた罪に問われていた。ロレンツォを失ったジュリアの心の穴を埋めるように接近し肉体関係を結んだ翌日、ジュリアの寝室の引き出しからロレンツォがコロナの院内感染を起こしたゼロ号患者であることを示す診断書を発見し、スマートフォンで撮影する。父の告訴を取り下げるよう麻酔科医協会会長に働きかけることを条件に、診断書のコピーをカルーソへ提出する。
エドアルド・ヴァレンティ
演 - ガエターノ・ブルーノ、日本語吹替：菊池正美
外科医長。アルバの母の死後に就任した。中年だがハンサムでスタイルがよく、勤務時間外に水泳をすることを好む。背中にタトゥーを入れており、多くの手術を担う中で起こる極度の緊張を和らげるため、密かにコカインを常用している。
ルチーア・フェッラーリ
演 - ジュシー・ブシェミ、日本語吹替：ツノダ順子
PTSDの治療を専門とする心理士。第2シーズンより登場し、パニック発作を発症したガブリエルのカウンセリングを担当する。脇腹の痛みで倒れているところをガブリエルによって発見され、触診で虫垂炎が疑われたが、横暴な夫に従いCT検査を受けずにニューヨークへ渡航しようとする。幼少期に母の再婚相手から性的虐待を受け抑圧に対する耐性がついていたが、ガブリエルの助言により自らの意思を伝えて検査を優先し命の危険を回避する。
ダリオ・コロッラ
演 - アレッサンドロ・バンディーニ、日本語吹替：木内太郎
元内科の研修医。内科医長時代のアンドレアに不注意を叱責され内科から外される。その恨みを、不良医薬品サトナルの治験データを隠蔽しようとしているマルコに利用され、アンドレアにデータの改ざんを命じられたと虚偽の告発をする。しかし、髄膜炎菌感染症による播種性血管内凝固症候群で突然死する。

### その他の登場人物
ダヴィデ
演 - シモーネ・ガンドルフォ、日本語吹替：宮島岳史
アニェーゼの新しいパートナー。アンドレアと別れた後のアニェーゼを献身的に支え、子宮を摘出し不妊となった彼女との間に里子マヌエルを迎える。
キアラ・マラビーニ
演 - ベネデッタ・チマッティ、日本語吹替：坂本悠里
ロレンツォの元交際相手。かつて共に医学の道を志していたが挫折し、現在はアパートの一室でB&Bを営んでいる。薬物依存症でコカインの密売に手を染めてしまう。中毒症状を起こし病院に搬送され、検査によってウィルソン病であることが判明する。さらに肝硬変と診断されるが、ロレンツォの献身的なサポートによって肝移植に成功し、再び医学の道へ歩みだそうとする。
マリア・ダミーコ
演 - ビアンカ・パンコーニ、日本語吹替：遠藤生野
リッカルドの母親の新しいパートナーの連れ子。10年前、リッカルドと恋仲になるが、彼が右足を失ったことで重荷を感じ、留学のため一人ベルリンに旅立つ。現在はジャーナリストとして働いており、医療ミスを起こした病院の内情をスクープしようと再び接近する。
ファビオ・ジョルダーノ
演 - ジュリオ・クリスティーニ、日本語吹替：沢城千春
ジュリアの弟。シーズン1第4話に登場。ロッククライミング中に異変が起き、検査の結果、多発性硬化症と診断される。吹替は沢城みゆきの実弟、千春が担当し、役と同じく姉弟共演となった。
ティルデ・ラヴェッリ
演 - ヴァレリア・ファブリッツィ、日本語吹替：磯辺万沙子
昔の女優。シーズン1第5話に登場。老いて現在は忘れられた存在だが、気位は高い。肺線維症と診断され家族に連絡しようとするが、ロンドンにいる娘とは長らく疎遠になっている。
セレーナ・ルッソ
演 - イラリア・スパーダ、日本語吹替：本田貴子
エリーザの母。シーズン1第13話に登場。女優として活躍しており、周囲にはエリーザの姉と伝えている。しかし、14歳でエリーザを妊娠・出産しており、養育能力がないという理由でセレーナの母が代わりに育てた。
ニコラ・フォルティ
演 - フランチェスコ・ヴィラーノ、日本語吹替：稲田徹
ガーナのスラム街で働く医師。シーズン1第15話に登場。世界的な地雷禁止キャンペーンも行っている。意識を失い搬送され、敵対勢力から毒を盛られたと主張するが、体にガイガーカウンターをかざすと反応があり、電子機器廃棄物の処理場から出る放射線に長期間さらされていたことによる骨髄異形成症候群であると判明する。骨髄移植に成功し、治療を継続しながら再びガーナの病院へ戻る。
ドン・マッシモ・ジェンティーレ
演 - ロレンツォ・フレディアーニ、日本語吹替：野坂尚也
第2シーズンより登場する神父。コロナ禍でオンライン診療を担当したエリーザにアジソン病と診断される。その過程でエリーザに惹かれていくが、聖ボスコ教会の司祭として妻帯は許されておらず、交際にまで踏み込めない。その後、エリーザを介して交流を深めたガブリエルから自殺をほのめかす電話を受け、自宅に駆けつけて救急車を呼び命を救う。これを機にエリーザへ司祭であることを明かし、友人でいてほしいと謝罪する。その後、ガブリエルとエリーザの結婚式の司式者となり二人を祝福する。
シルヴィア・アヴォスティーニ
演 - ダニエラ・ヴィルジリオ、日本語吹替：いしかわひとみ
消化器内科の専門医。シーズン2第7話に登場。夫との間に乳児カルロがいるが、3年前エンリコと不倫関係にあった。病に倒れ診察の結果、3度の流産と脳静脈洞血栓症が明らかになり、抗リン脂質抗体症候群であると診断され治療を受ける。
ミレーナ・ビアンキ
演 - パオラ・デ・クレシェンツォ、日本語吹替：三浦冴子
アニェーゼの里子マヌエルの実母。シーズン2第11話に登場。ケトプロフェンの乱用で吐血し救急搬送されたものの、慢性的な全身の痛みの原因を特定できなかったが、シルマーテストと唾液腺生検の結果、自己免疫疾患だと診断される。治療を継続しながら、長年病気に悩まされ自由に生きられなかった自己を取り戻すため世界を巡るクルーズ船で働くことを決断し、マヌエルをアニェーゼに託す。
マッテオ
演 - ロベルト・ノッキ、日本語吹替：小林かつのり
盲ろう者の少年。シーズン2第13話に登場。手に配置した文字に触れて意思疎通するマロッシ・アルファベットをヘナタトゥーで入れている。ナイジェリア出身の女性と接触があったことから、アフリカで蔓延するラッサ熱を疑うが、検査の結果ロタウイルスに感染していたと判明。治療とともに骨伝導ヘッドホンを使用するテストを行い聴覚が完全に失われていないことが確認され、人工内耳の装着により安定した聴力を得る希望が見出される。

## 制作
2019年9月16日、第1シリーズの撮影が始まったが、2020年3月、新型コロナウイルス感染症の世界的流行により一時的に制作が中断された。2020年7月上旬に制作は再開され、あらゆる感染対策を講じて撮影を完了した。
イタリアで起きたパンデミックの際は、アンドレアのモデルとなったピッチョーニ医師も患者たちの治療に尽力した。
2020年10月8日、記者会見で第2シーズンの制作が公式に発表された。
第2シーズンの撮影は2021年5月17日に開始された。放送直前の2022年1月6日に撮影が終了し、エピソードは全16話で、2022年1月13日から放送された。
2022年3月17日、第2シーズンの最終話の終わりに第3シーズンの制作が発表され、撮影は2023年5月15日に開始された。

## エピソード一覧

### 第1シーズン
| 話数 | タイトル                   | 日本語吹替版タイトル     | イタリア放送日 | 日本放送日     |
| ---- | -------------------------- | ------------------------ | -------------- | -------------- |
| 1    | Amnesia                    | 記憶喪失                 | 2020年3月26日  | 2022年10月9日  |
| 2    | Selfie                     | 踏み出す勇気             | 2020年3月26日  | 2022年10月16日 |
| 3    | Niente di personale        | 夫婦                     | 2020年4月2日   | 2022年10月23日 |
| 4    | Una cosa buona che fa male | いいけど悪いもの         | 2020年4月2日   | 2022年10月30日 |
| 5    | L'errore                   | 間違い                   | 2020年4月9日   | 2022年11月6日  |
| 6    | Come eravamo               | 岐路                     | 2020年4月9日   | 2022年11月13日 |
| 7    | Like                       | 秘密                     | 2020年4月16日  | 2022年11月27日 |
| 8    | Il giuramento di Ippocrate | ヒポクラテスの誓い       | 2020年4月16日  | 2022年12月11日 |
| 9    | In salute e in malattia    | 病める時も健やかなる時も | 2020年10月15日 | 2022年12月25日 |
| 10   | Quello che siamo           | ふたり                   | 2020年10月15日 | 2023年1月8日   |
| 11   | Cause ed effetti           | すれ違い                 | 2020年10月22日 | 2023日1月15日  |
| 12   | L'imprevisto               | 二度目のチャンス         | 2020年10月22日 | 2023年1月22日  |
| 13   | Egoismi                    | エゴイズム               | 2020年10月29日 | 2023年1月29日  |
| 14   | Perdonare e perdonarsi     | 許すこと許されること     | 2020年11月5日  | 2023年2月5日   |
| 15   | Veleni                     | 陰謀                     | 2020年11月12日 | 2023年2月12日  |
| 16   | Io ci sono                 | 居場所                   | 2020年11月19日 | 2023年2月19日  |

### 第2シーズン
| 話数 | タイトル                  | 日本語吹替版タイトル   | イタリア放送日 | 日本放送日     |
| ---- | ------------------------- | ---------------------- | -------------- | -------------- |
| 1    | Una vita nuova            | 新たな人生             | 2022年1月13日  | 2023年9月17日  |
| 2    | La guerra è finita        | 家族                   | 2022年1月13日  | 2023年9月24日  |
| 3    | Sfide                     | 挑戦                   | 2022年1月20日  | 2023年10月1日  |
| 4    | Quello che sei            | 選択                   | 2022年1月20日  | 2023年10月8日  |
| 5    | L'attenzione              | 親子                   | 2022年1月27日  | 2023年10月15日 |
| 6    | Il gusto di vivere        | 生きる喜び             | 2022年1月27日  | 2023年10月22日 |
| 7    | Fare una scelta           | 決断                   | 2022年2月10日  | 2023年10月29日 |
| 8    | Cane blu                  | 青い犬                 | 2022年2月10日  | 2023年11月5日  |
| 9    | Streghe                   | 魔女                   | 2022年2月17日  | 2023年11月12日 |
| 10   | Padri                     | 救い                   | 2022年2月17日  | 2023年11月19日 |
| 11   | Ragioni e conseguenze     | 前進                   | 2022年3月3日   | 2023年11月26日 |
| 12   | Gold standard             | ゴールド・スタンダード | 2022年3月3日   | 2023年12月3日  |
| 13   | Così lontani, così vicini | 子離れ                 | 2022年3月10日  | 2023年12月10日 |
| 14   | Senza nome                | 病名                   | 2022年3月10日  | 2023年12月17日 |
| 15   | Stigma                    | ウソと汚名             | 2022年3月17日  | 2023年12月24日 |
| 16   | Mutazioni                 | 未来に                 | 2022年3月17日  | 2024年1月7日   |

### 第3シーズン
| 話数 | タイトル                | 日本語吹替版タイトル | イタリア放送日 | 日本放送日    |
| ---- | ----------------------- | -------------------- | -------------- | ------------- |
| 1    | Risvegli                |                      | 2024年1月11日  | 2025年3月23日 |
| 2    | Lasciar andare          |                      | 2024年1月11日  | 2025年3月23日 |
| 3    | Perfetta                |                      | 2024年1月18日  | 2025年3月24日 |
| 4    | Sogni                   |                      | 2024年1月18日  | 2025年3月24日 |
| 5    | Il beneficio del dubbio |                      | 2024年1月25日  | 2025年3月25日 |
| 6    | La vela                 |                      | 2024年1月25日  | 2025年3月25日 |
| 7    | Fantasmi                |                      | 2024年2月1日   | 2025年3月26日 |
| 8    | Salto nel buio          |                      | 2024年2月1日   | 2025年3月26日 |
| 9    | Evitarsi                |                      | 2024年2月15日  | 2025年3月27日 |
| 10   | Il fattore umano        |                      | 2024年2月15日  | 2025年3月27日 |
| 11   | Lontani                 |                      | 2024年2月22日  | 2025年3月28日 |
| 12   | La scossa               |                      | 2024年2月22日  | 2025年3月28日 |
| 13   | Legàmi                  |                      | 2024年2月29日  | 2025年3月29日 |
| 14   | Vivere                  |                      | 2024年2月29日  | 2025年3月29日 |
| 15   | Quello che si deve fare |                      | 2024年3月7日   | 2025年3月30日 |
| 16   | Liberi                  |                      | 2024年3月7日   | 2025年3月30日 |